# Лебанон (Орегон)
Лебанон (енгл. Lebanon) град је у америчкој савезној држави Орегон.

## Демографија
По попису из 2010. године број становника је 15.518, што је 2.568 (19,8%) становника више него 2000. године.
| Група             | 2000.          | 2010.          |
| Белци             | 11.956 (92,3%) | 13.715 (88,4%) |
| Афроамериканци    | 22 (0,2%)      | 71 (0,5%)      |
| Азијати           | 124 (1,0%)     | 170 (1,1%)     |
| Хиспаноамериканци | 478 (3,7%)     | 901 (5,8%)     |
| Укупно            | 12.950         | 15.518         |